# Андрейцев, Валерий Александрович
Валерий Александрович Андрейцев (укр. Валерій Андрійцев; род. 27 января 1987 года) — украинский борец вольного стиля. Призёр Олимпийских и Европейских игр, чемпионатов мира и Европы.

## Биография
Борьбой занимается с 1997 года. Первый тренер - Анатолий Задорожный. В 2007 году был чемпионом Европы и мира среди юниоров. Окончил Национальный университет физического воспитания и спорта Украины, Национальный Университет государственной налоговой службы Украины

## Награды
- Орден «За заслуги» ІІІ степени[1]